# Güldeniz Önal
Güldeniz Önal (ur. 25 marca 1986 w İzmir) – turecka siatkarka, reprezentantka kraju, grająca na pozycji przyjmującej.

## Życie prywatne
W sierpniu 2012 wyszła za mąż, za Adnana Paşaoğlu.

## Sukcesy klubowe
Mistrzostwo Turcji:
- 2013, 2014
- 2009, 2010, 2011, 2012, 2015, 2017, 2018, 2019

Liga Mistrzyń:
- 2011, 2013
- 2014
- 2015

Klubowe Mistrzostwa Świata:
- 2013
- 2011
- 2018

Puchar Turcji:
- 2013, 2014, 2019

Superpuchar Turcji:
- 2013, 2014, 2018

Puchar CEV:
- 2018
- 2016, 2021

## Sukcesy reprezentacyjne
Liga Europejska:
- 2011

Mistrzostwa Europy:
- 2011, 2017

Grand Prix:
- 2012

Igrzyska Śródziemnomorskie:
- 2013

Volley Masters Montreux:
- 2015
- 2016

Igrzyska Europejskie:
- 2015